# Offishal
Cet article concerne un single sorti en 2021. Pour le chanteur canadien, voir Kardinal Offishall.
Offishal est une chanson parodique sortie en 2021, interprétée par le groupe Ambiance Skandal (Maskey, Le Motif, S2keyz et Toldya). Elle parodie toutes les caractéristiques des hits des années 2000, de la mélodie, aux paroles, en passant par le clip.
Cette chanson est créée dans le cadre d'un défi, imaginé par le vidéaste Squeezie, au cours duquel deux trios s'affrontent pour concevoir le meilleur hit des années 2000 en seulement trois jours.
Le single est publié sur les plateformes de téléchargement, mais aussi en une version physique (CD 2 titres), dont tous les bénéfices liés aux ventes sont reversés au Secours populaire français.

## Genèse
Deux ans après avoir cherché à réaliser le meilleur hit de l'été en trois jours, défi qui avait conduit à la sortie et au succès de deux singles : Bye Bye et Mirador, le vidéaste Squeezie se lance dans un nouveau défi.
Dans une vidéo durant un peu plus d'une heure, intitulée « qui fera le meilleur hit des années 2000 ? (en 3 jours) », publiée le 11 novembre 2021 sur sa chaîne YouTube, Squeezie se donne le défi, avec Myd, KronoMusic, Maskey, Le Motif et S2keyz de créer deux hit des années 2000 en trois jours.
Pour l'occasion, deux trios sont constitués : Squeezie, Myd et KronoMusic d'une part et Maskey, Le Motif et S2keyz de l'autre. La vidéo permet ainsi de voir l'avancement des deux projets, du point de vue de chaque binôme, puisque ce n'est qu'au terme des trois jours qu'ils découvrent la composition de l'autre. De cette vidéo naissent deux titres : Time Time de Trei Degete (Squeezie, Myd et KronoMusic) et Offishal d'Ambiance Skandal (Maskey, Le Motif, S2keyz et Toldya). Elles reprennent tous les clichés des hits des années 2000, tant au niveau du rythme que des paroles,.

## Analyse
Offishal est un titre aux sonorités RnB et hip-hop. Le trio initial a choisi de convier la chanteuse Toldya pour ajouter une voix féminine au titre. Le quatuor Ambiance Skandal s'est inspiré du groupe 113, notamment composé de Rim'K,.

## Version physique
Contrairement au précédent défi (créer le meilleur hit de l'été), où le gagnant avait été départagé selon le nombre de vues du clip, publié sur YouTube, cette fois-ci, c'est selon le nombre de ventes physiques du single que le gagnant du duel est départagé.
Ainsi, les deux singles sortent dans une version CD 2 titres, avec le morceau et une version instrumentale, lequel est glissé dans une pochette cartonnée.
Ces derniers sont en vente, pendant 30 jours (entre le 15 novembre, 18 h et le 15 décembre 2021, 18 h) sur le site hits2000.fr, spécialement créé pour l'occasion, qui permet d'ailleurs de voir en temps réel le nombre de ventes de chaque single,. Grâce à un partenariat avec l'enseigne Lidl, ils sont aussi en vente (aux mêmes dates), dans tous les magasins de France.
L'ensemble des bénéfices liés à la vente des CD est reversé au Secours populaire français.

## Accueil
| Titre    | Année | Meilleure position | Meilleure position | Meilleure position | Meilleure position | Certifications |
| Titre    | Année | FRA                | BEL (WAL)          | SUI                | SUI (ROM)          | Certifications |
| -------- | ----- | ------------------ | ------------------ | ------------------ | ------------------ | -------------- |
| Offishal | 2021  | 45                 | 46                 | –                  | –                  | –              |

Publié le 15 novembre 2021 sur YouTube, en 24 h, le titre dépasse 3 millions de vues. Une semaine plus tard, ce chiffre monte à plus de 7 millions.
Au lendemain de l'ouverture des ventes physiques, Offishal cumule 16 400 ventes sur le site hits2000.fr. Au bout de cinq jours, ce chiffre grimpe à 29 300.

## Clip vidéo
Dans le clip vidéo, Ambiance Skandal caricature le clip des tubes hip-hop des années 2000, tant par les vêtements, les pas de danse, que les décors de boîte de nuit.
Celui-ci est réalisé par Théodore Bonnet.